# Бурк-ан-Брес — Перонна
«Бурк-ан-Брес — Перонна», полное название — ФК Бурк-ан-Брес — Перонна 01 (фр. Football Bourg-en-Bresse Péronnas 01) — французский футбольный клуб из Перонны. Был создан в 1942 году в результате слияния клубов ФК Бурк (фр. Football Club de Bourg) и ЮС Перонна (фр. Union sportive de Péronnas) с базой в Перонна. До 2015 года выступал под именем «Бурк-Перонна». В период 2012—2015 годов выступал в Национальном чемпионате, третьем по силе дивизионе Франции. По итогам сезона 2014/15 клуб занял третье место в розыгрыше национальной лиги Франции и впервые в своей истории поднялся в Лигу 2.
Домашние матчи команда проводит на стадионе «Стад Марсель-Вершер» в городе Бурк-ан-Брес, который делит с местным регбийным клубом.

## Достижения
- Национальная Лига
  - Бронзовый призёр: 2014/15

- ЛЧФ 2
  - Победитель (2): 1996/97, 2008/09

- ЛФЧ
  - Серебряный призёр: 2011/12

- Кубок Франции
  - 1/4 финала: 2002